# Synglochis perumbraria
Synglochis perumbraria är en fjärilsart som beskrevs av George Duryea Hulst 1896. Synglochis perumbraria ingår i släktet Synglochis och familjen mätare. Inga underarter finns listade i Catalogue of Life.